# Ne varietur
Locuțiunea latină ne varietur (în română „să nu se schimbe”) este folosită în activitatea editorială și în elaborarea bibliografiilor pentru a indica ediția definitivă a unei opere care a fost revizuită și corectată de mai multe ori.
Poate fi vorba atât de o ediție de autor, cât și de o ediție postumă. De exemplu, ediția națională de Opere în 30 de volume (Bologna, N. Zanichelli, 1935-1940) și de Lettere în 22 de volume (Bologna, N. Zanichelli, 1939-1968) a lui Giosuè Carducci poate fi considerată ediția ne varietur. Acest termen nu poate fi atribuit edițiilor clasice grecești și latine, care au fost tipărite timp de mai multe secole și vor fi întotdeauna tipărite fără o eventuală variantă finală.
Termenul are și semnificație juridică, însemnând literalmente că un înscris nu este variat sau schimbat; este uneori scris de notarii publici pe facturi sau note, în scopul de a le identifica.
Uneori termenul ne varietur apare pe coperta unei lucrări tipărite.